# غرانت ستيوارت
غرانت ستيوارت هو عازف ساكسفون كندي، ولد في 4 يونيو 1971.

## وصلات خارجية
- الموقع الرسمي
- غرانت ستيوارت على موقع ميوزك برينز (الإنجليزية)
- غرانت ستيوارت على موقع أول ميوزيك (الإنجليزية)
- غرانت ستيوارت على موقع ديسكوغز (الإنجليزية)